# Bourbach-le-Bas
Bourbach-le-Bas (en alsacià Neederburbàch) és un municipi francès, situat a la regió del Gran Est, al departament de l'Alt Rin. L'any 2005 tenia 618 habitants.

## Demografia
| 1962 | 1968 | 1975 | 1982 | 1990 | 1999 |
| ---- | ---- | ---- | ---- | ---- | ---- |
| 432  | 475  | 490  | 487  | 508  | 563  |

## Administració
| Període   | Identitat         | Partit |
| --------- | ----------------- | ------ |
| 2001-2008 | Pierre-Marie Kolb |        |
| 2008-     | Jean Wolfarth     |        |

## Personatges
- Auguste Wicky, alcalde de Mülhausen